# راس فریدمن
راس فریدمن (انگلیسی: Ross Friedman؛ زادهٔ ۳ ژانویهٔ ۱۹۵۴ برانکس، نیویورک) معروف به راس د باس (انگلیسی: Ross the Boss، موسیقی‌دان اهل ایالات متحده آمریکا است. وی از سال ۱۹۷۳ میلادی تاکنون مشغول فعالیت بوده است.